# Три прелюдии (Гершвин)
Три прелюдии для фортепиано — короткие фортепианные пьесы Джорджа Гершвина, которые были впервые исполнены композитором на концерте в зале «Roosevelt» в Нью-Йорке в 1926 году.

## История создания
Джордж Гершвин первоначально планировал составить целый цикл из 24 прелюдий для фортепиано. Процесс создания первых прелюдий занял 1923-1926 годы. В рукописи, в итоге, их оказалось только семь, а при публичном исполнении композитор сократил их число до пяти. Ещё одно сокращение количества прелюдий произошло при публикации — до трёх). Две из оставшихся прелюдий, которые так и не были опубликованы впоследствии, были переработаны для скрипки соло и фортепиано и опубликованы отдельно. Из этих двух одна была исключена издателем, которому она показалась повторением уже опубликованного сочинения Гершвина (Концерт in F). Вторая прелюдия была исключена по неизвестным причинам.
Джордж Гершвин посвятил свои три прелюдии другу и музыкальному единомышленнику Билли Дейли.

## Состав цикла
- 1. Allegro ben ritmato.
- 2. Andante con moto.
- 3. Аllegro ben ritmato.

## Особенности произведения
Первая прелюдия написана в тональности си-бемоль мажор, она носит характер блюза.
Вторая прелюдия имеет тональность до-диез минор, сам композитор отмечал её характер как джазовую колыбельную.
Первые слушатели воспринимали третью прелюдию ми-бемоль минор как «Испанскую», но современные музыковеды и слушатели не воспринимают её как таковую.

## Исполнительская судьба
- В 1942 году известный скрипач Яша Хейфец создал транскрипцию этого цикла для скрипки и фортепиано.
- «Три прелюдии» — единственное известное концертное произведение Гершвина для фортепиано соло, которое было опубликовано при его жизни.
- Музыка трех прелюдий для фортепиано прозвучала в Hollywood Bowl 8 сентября 1937 года как дань композитору после его скоропостижной смерти в июле того же года[4].